# Elis Bakaj
Elis Flamur Bakaj (ur. 25 czerwca 1987 w Tiranie) – albański piłkarz grający na pozycji pomocnika.

## Kariera klubowa
Bakaj jest rodowitym tirańczykiem. Karierę piłkarską rozpoczął w 1996 w klubie KF Kristali, skąd przeniósł się do Partizani Tirana, mając zaledwie 15 lat. W 2009 przeszedł do Dinamo Tirana i kolejne dwa sezony były najlepsze w jego karierze. W sezonie 2010/2011 razem z Emiljano Vilą i Nestorem Martineną tworzył najbardziej wartościowe trio w pierwszej lidze albańskiej.
W styczniu 2011 Bakaj został kupiony przez rumuński Dinamo Bukareszt za sumę 200 tys. euro. Klub rumuński poszukiwał w tym czasie bramkostrzelnego pomocnika, a najlepszą rekomendacją dla wyboru Albańczyka była kariera jego rodaka Sulejmana Demollariego, który w drużynie Dinama zdobył 36 bramek.
W nowym klubie Bakaj zadebiutował 26 lutego 2011, kiedy zagrał przez 16 minut w meczu ligowym ze Sportul Studențesc. 12 kwietnia 2011 strzelił swoją pierwszą bramkę w nowym klubie, w meczu z Unirea Urziceni. 25 lutego 2012 został wypożyczony do lipca 2012 do Czornomorca Odessa. Po zakończeniu sezonu 2011/12 klub wykupił kontrakt piłkarza i przedłużył go na kolejne 3 lata. 6 marca 2014 roku przez problemy finansowe klubu za obopólną zgodą kontrakt został anulowany, a już 10 marca 2014 został piłkarzem FK Kukësi. 10 czerwca 2014 roku przeszedł do Skënderbeu Korcza. Na początku 2017 został zawodnikiem klubu Vllaznia Szkodra. Latem 2017 wrócił do FK Kukësi. 10 marca 2018 podpisał kontrakt z białoruskim Szachciorem Soligorsk, a dwa lata później z zespołem Dynama Brześć. Karierę zawodniczą zakończył w lipcu 2021.

## Kariera reprezentacyjna
W reprezentacji Albanii Bakaj zadebiutował 21 listopada 2007 roku w meczu eliminacji do Euro 2008 z Rumunią. 22 maja 2012 w towarzyskim meczu z Katarem strzelił swoją pierwszą bramkę w reprezentacji kraju. W reprezentacji narodowej Bakaj rozegrał 27 meczów.

## Życie prywatne
Jest żonaty - w 2018 poślubił Rumunkę Andreę Kostandin.